# Барбара Бозуел
Барбара Бозуел (на английски: Barbara Boswell) е плодовита американска писателка на произведения в жанра любовен роман. Писала е и под псевдонима Бетси Озбърн (на английски: Betsy Osborne).

## Биография и творчество
Барбара Шрьодер Бозуел е родена на 28 октомври 1946 г. в Маккийспорт, Пенсилвания, САЩ.
Работи като медицинска сестра, преди да се омъжи за Уилям П. Бозуел, адвокат. Имат три дъщери.
Докато отглежда малките си деца става фен на романтичната литература. Когато през 1983 г. и най-малката дъщеря започва училище тя решава самата да пише любовни романи.
Първият ѝ роман „Little Consequences“ от поредицата „Лекари“ публикуван през 1984 г. е почерпен от опита от собствената ѝ професия.
Следват още над 50 произведения, някои от които са бестселъри. През 1988 г. е удостоена с награда за цялостно творчество за сериите си от романи от списание „Romantic Times“.
Барбара Бозуел живее със семейството си в Сеуикли, Пенсилвания.

## Произведения

### Като Барбара Бозуел

#### Самостоятелни романи
- Trouble in Triplicate (1986)
- Whatever It Takes (1986)
- Tangles (1987)
- Ms. Fortune's Man (1989)
- Strong Temptation (1991)
- License to Love (1991)
- Двойна магия, Double Trouble (1992)
- Private Lessons (1992)
- Wicked Games (1994)
- Red Velvet (1995)
- Winning Ways (1996)
- When Lightning Strikes Twice (1997)

#### Серия „Лекари“ (Doctors)
1. Little Consequences (1984)
2. Bedside Manners (1986)
3. Baby, Baby (1988)
4. Simply Irresistible (1989)
5. One Step from Paradise (1989)

#### Серия „Еймис Туин“ (Aames Twin)
1. Sensuous Perception (1985)
2. Always Amber (1986)

#### Серия „Липтънс“ (Liptons)
1. Landslide Victory (1985)
2. Not a Marrying Man (1987)

#### Серия „Брейди и Рамзи“ (Bradys and Ramseys)
1. Playing Hard to Get (1987)
2. Sharing Secrets (1988)
3. Intimate Details (1988)
4. And Tara Too (1988)
5. Последната от рода Брейди, The Last Brady (1990)

#### Серия „Тримейн“ (Tremaine)
1. Отвличането, Another Whirlwind Courtship (1990)
2. Троен шанс, Triple Treat (1993)
3. Сладко отмъщение, The Best Revenge (1993)

#### Серия „Бренанс“ (Brennans)
1. Who's the Boss? (1997)
2. The Brennan Baby (1998)

#### Серия „Братя Парадайз“ (Paradise Brothers)
1. That Marriageable Man! (1998)
2. Forever Flint (1999)

#### Участие в общи серии с други писатели

##### Серия „Тук идват младоженците“ (Here Come the Grooms)
- Сватбен откуп, The Bridal Price (1990)

от серията има още 17 романа от различни автори

##### Серия „Мъж на месеца“ (Man of the Month)
- Непокорният, Rule Breaker (1990)
- Family Feud (1994)
- The Wilde Bunch (1995)
- Bachelor Doctor (2000)
- Irresistible You (2000)
- All in the Game (2002)

от серията има още 81 романа от различни автори

##### Серия „Роден в САЩ“ (Born in the USA)
- The Baby Track (1991)

от серията има още 18 романа от различни автори

##### Серия „Винаги шаферка“ (Always A Bridesmaid)
- The Engagement Party (1995)

от серията има още 4 романа от различни автори

##### Серия „Деца на съдбата“ (Fortune's Children)
- Stand-In Bride (1996)
- The Hoodwinked Bride (1999)

от серията има още 21 романа от различни автори

##### Серия „Съдби от Тексас“ (Fortunes of Texas)
- Gifts of Fortune (2012) – сборник с Дженифър Грийн и Джаки Мерит

от серията има още 24 романа от различни автори

#### Сборници
- Jingle Bells, Wedding Bells (1994) – с Елизабет Огъст, Нора Робъртс и Мирна Тъмт
- Magic Slippers (1996) – с Карол Бък и Кейси Майлс
- A Fortune's Children's Christmas (1998) – с Лиза Джаксън и Линда Търнър
- The Romance Collection (2002) – със Сюзън Малъри и Линда Търнър
- The Wedding Arrangement (2003) – с Хелън Конрад
- All in the Game / Do You Take This Enemy? (2003) – със Сара Оруиг

### Като Бетси Озбърн

#### Самостоятелни романи
- Impassioned Pretender (1984)
- The Steele Trap (1985)
- The Phoenix Heart (1985)
- Almost Like Being in Love (1986)